# Atascocita, Texas
Atascocita là một nơi ấn định cho điều tra dân số (CDP) thuộc quận Harris, tiểu bang Texas, Hoa Kỳ. Năm 2010, dân số của nơi này là 65844 người.

## Dân số
- Dân số năm 2000: 35757 người.
- Dân số năm 2010: 65844 người.